# Дитячий парк (Сімферополь)
Сімферопольський Дитячий парк (крим. Aqmescit bala park) — парк у центрі Сімферополя, у Київському районі, що первинно проєктувався як парк для дітей.
Парк має цікаву історію та є одним з найвідвідуваніших парків міста завдяки масовим заходам, що проводяться на території парку. Обмежений центральним проспектом Кірова, вулицями Київською та Шмідта. На території парку розташований міський зоопарк. Основний вхід до парку розташований на проспекті Кірова, додаткові — на вулиці Шмідта.

## Історія

### Період до створення Дитячого парку
Територія, на якій нині розташований парк, славилася доброю землею і достатком води (через річку Салгир, що протікає поряд) і тому використовувалася для садівництва. На плані Сімферополя 1786 року на територіях сучасного Дитячого парку, був ліс. Тут росли гігантські столітні дуби й дубові алеї біля будинку де Серра, французького хіміка, який вивчав лікувальні властивості грязей у районі сучасного міста Саки. Після служби Фелікс де Серр купив будинок із садом (майбутнім Дитячим парком). Краєзнавець С. А. Широков вважав, що саме у Фелікса де Серра зупинявся Олександр Пушкін. Наприкінці XIX століття ділянка перейшла у володіння сімферопольського підприємця П. С. Щербини. Саме він організував тут сад з розведення та продажу рідкісних сортів кісточкових плодових дерев зі всіх куточків Криму (той сад згодом став відділенням Нікітського ботанічного саду). Територія майбутнього Дитячого парку була обнесена великим парканом.
Згодом сад вирішили передати Таврійському університету як навчально-підсобне господарство. На той час до складу вищого навчального закладу входили й медичний факультет, прообраз майбутнього Медичного університету імені Георгіївського, і сільськогосподарський. Після виділення сільськогосподарського факультету в самостійний навчальний заклад майбутній Дитячий парк дістався у спадок саме новоутвореному сільськогосподарському інституту, згодом Південному філіалу Національного аграрного університету. Після перебудови району Куйбишевського ринку від саду відрізали шматок землі.
3 лютого 1945 року поруч із садом на вулиці Шмідта зупинявся прем'єр-міністр Великої Британії Вінстон Черчилль. Він прямував з військового аеродрому в Саках до Лівадійського палацу (на Ялтинську конференцію). Живе легенда про те, що на час перебування Черчилля в Сімферополі в саду працювала ціла зенітна батарея в повній бойовій готовності.

### Офіційне створення Дитячого парку

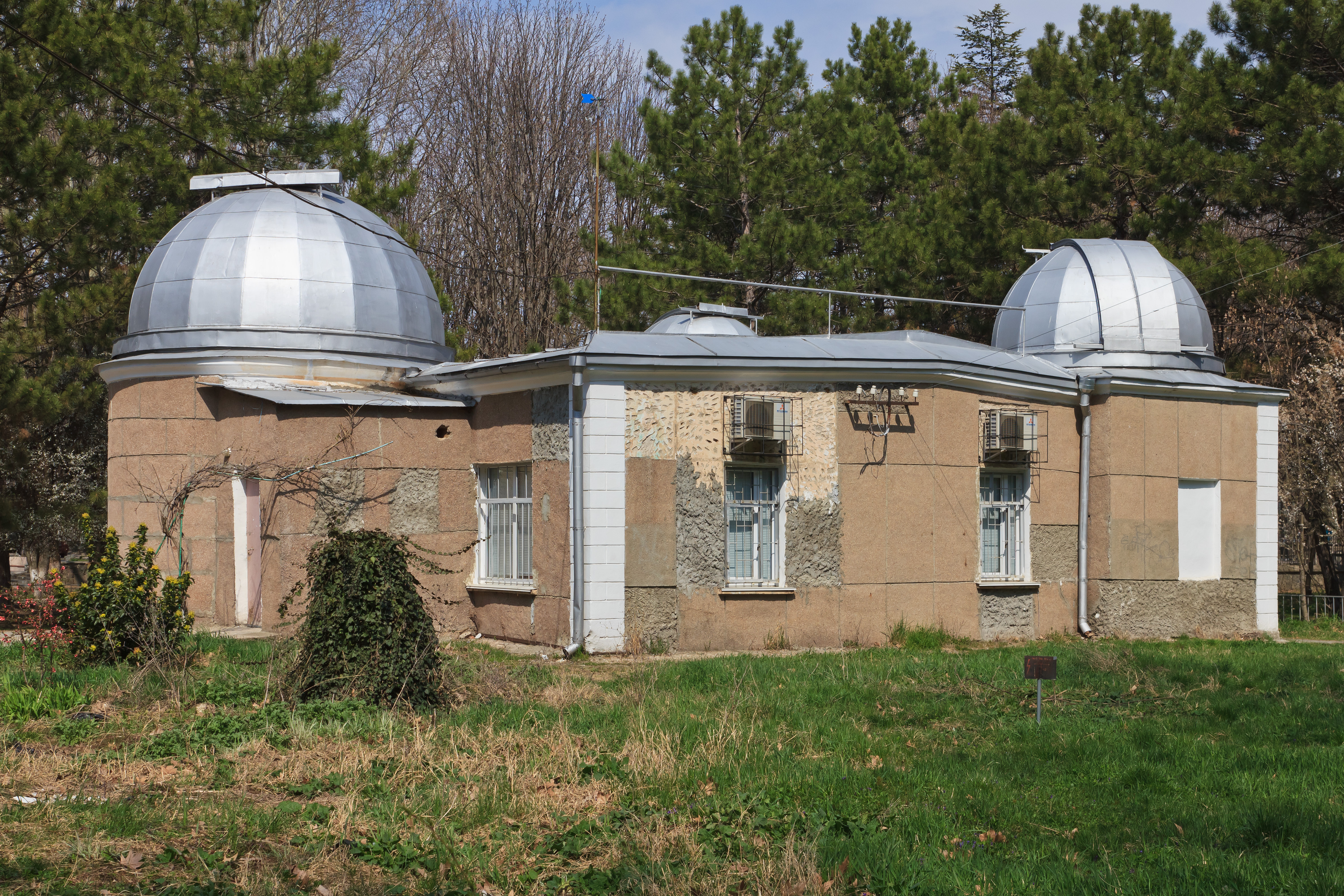
Будівля астрономічної обсерваторії в Дитячому парку

1958 року весь сад площею 13 гектарів було передано під міський Дитячий парк. У майбутньому парку передбачили багато об'єктів: там було організовано зоопарк, акваріум, відкритий «зелений театр», басейн для випробування моделей юних техніків, цілий трек для випробувань авіамоделей, «містечко безпеки руху». Для малюків зробили «Куточок казок» з Бабою-Ягою, богатирями, вченим Котом, Русалкою та Русланом з Головою. Місцеві старожили повідомляють, що на самому початку Голова блищала очима і дула вентилятором з рота, але це дуже лякало дітей і конструкторам довелося вимкнути пристрої. Також в парку встановили безліч атракціонів.
До 1976 року Дитячий парк був єдиним парком такого роду в СРСР. Пізніше за його прикладом були створені дитячі парки в Черкасах, Краснодарі, Ростові-на-Дону та інших містах Союзу.
На території Дитячого парку розташували й Кримську обласну дитячу обсерваторію — базу Малої академії наук, створеної в Сімферополі 1963 року.
1970 року в парку побудували великий чотириповерховий Палац піонерів з різноманітними гуртками, спортивними залами, власним кінотеатром і їдальнею. Саме в той час Дитячий парк досяг свого розквіту: моделісти випробовували свої літаки, ракети та підводні човни; юннати займалися тваринами в зоопарку, юні артисти показували свої таланти на майданчику «зеленого театру».

### Період запустіння
Після розвалу Радянського Союзу Дитячий парк зазнав значних труднощів. Було цілковито зруйновано «містечко безпеки руху», там не лишилось дорожніх знаків, тільки рештки колишніх світлофорів. Був зламаний паркан круглого треку для випробувань авіамоделей, на його місці поставили кілька нових атракціонів. Знесли басейн для випробування моделей біля Палацу піонерів і побудували на його місці розважальний центр з боулінгом. Нічого не залишилося від «зеленого театру». Були знесені старі атракціони, їх місце зайняли нові. Зараз у парку можна бачити тільки два старих раритети — так звані «Човники» або «російські гойдалки» і «Сатурн».

### Реконструкція і розквіт
Після періоду застою та занепаду парк, завдяки коштам, вторгованим від відвідувачів й оренди торгових майданчиків, почав повертати собі колишню славу.
2011 року почалась масштабна реконструкція парку. 2012 здали в користування оновлений роликодром, оновили «Галявину казок», встановили нові лавки, потужне освітлення, відремонтували всі атракціони. У 2013 році довели до ладу і підсвітили Алею Героїв.
2014 року було реконструйовано центральний вхід і розпочато реконструкцію зоокуточка (мінізоопарку), площу якого планують збільшити вдвічі, до 2 га.
У липні 2017 року окупаційна влада зменшила площу парку з 17 до 10 га.

## Дуб «Богатир Тавриди»

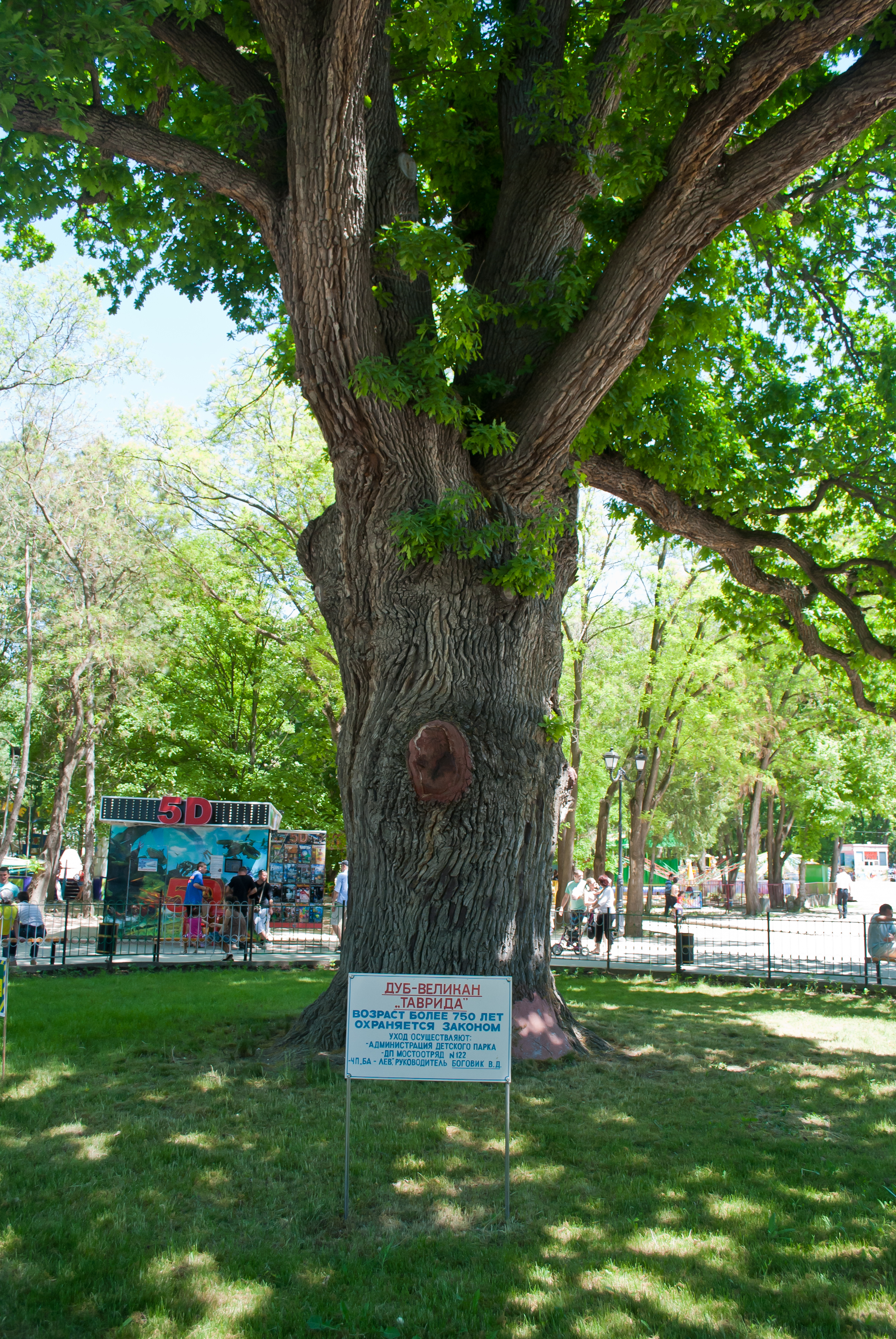
Стовбур дуба «Богатир Тавриди»

У Дитячому парку розташована відома пам'ятка природи — дуб-велетень «Богатир Тавриди» (окружність стовбура — 6 метрів, діаметр крони — 30 метрів). За різними оцінками, вік дуба коливається від 600 до 750 років.
12 вересня 2007 року сімферопольська міська рада внесла дуб до природно-заповідного фонду територіального значення, що охороняється законом.

## Основні об'єкти парку
- Юнацька Астрономічна обсерваторія Малої Академії Наук «Шукач»[15]
- Республіканський центр дитячої та юнацької творчості (історична назва: Палац Піонерів)[16]
- Мінізоопарк (єдиний в Сімферополі)
- Роликодром
- Комплекс атракціонів
- Акваріум і тераріум
- Алея піонерів-героїв (десять бюстів встановлених на початку 1960-х років)[17]
- Поляна казок
- Історичний дуб «Богатир Тавриди»
- Дуб Дулицького, віком понад 500 років. На висоті 1,3 м дерево має обхват 4,8 м, висота дерева — 30 м.

## Світлини

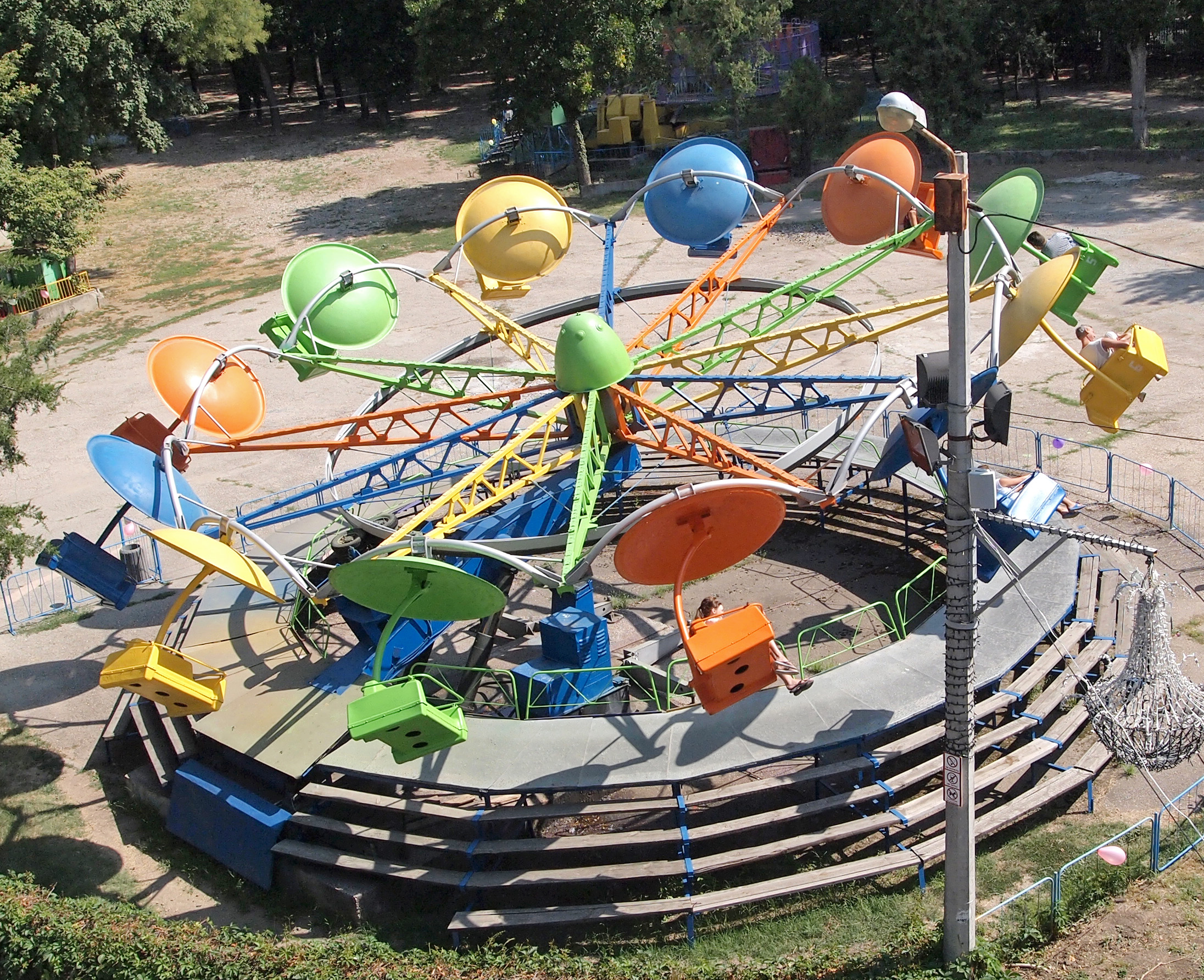
Атракціон в дитячому парку
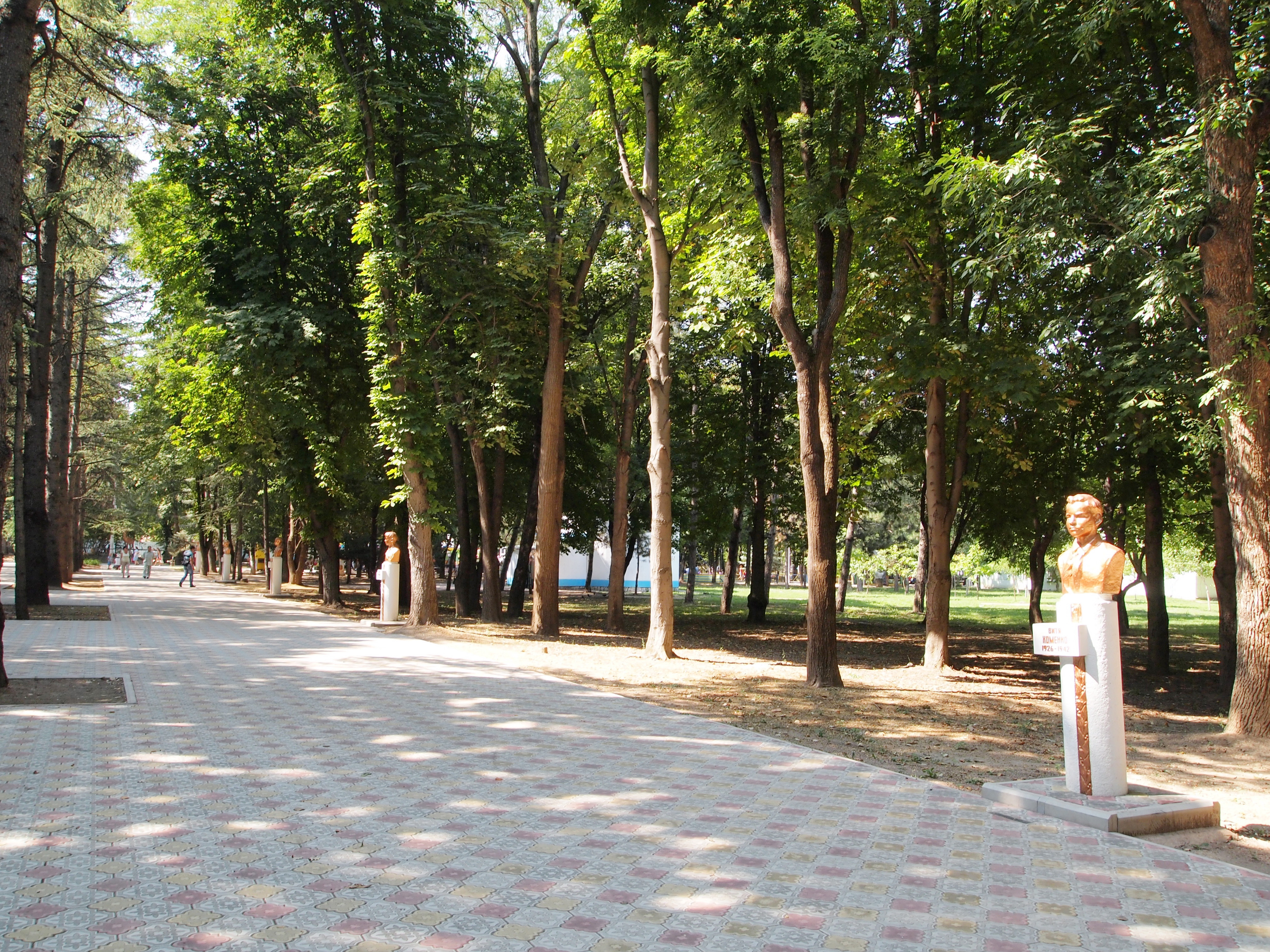
«Алея піонерів-героїв»
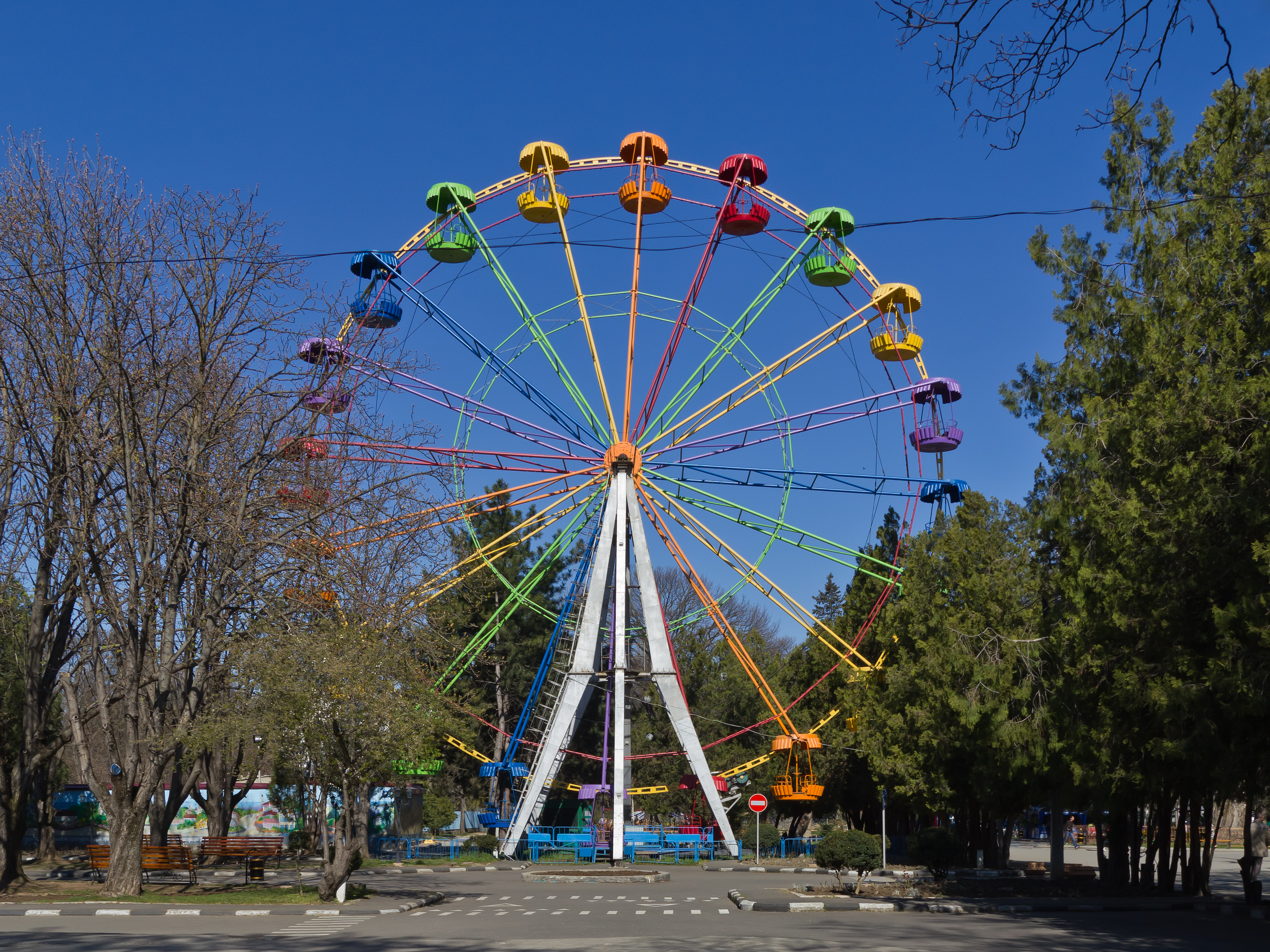
Колесо огляду
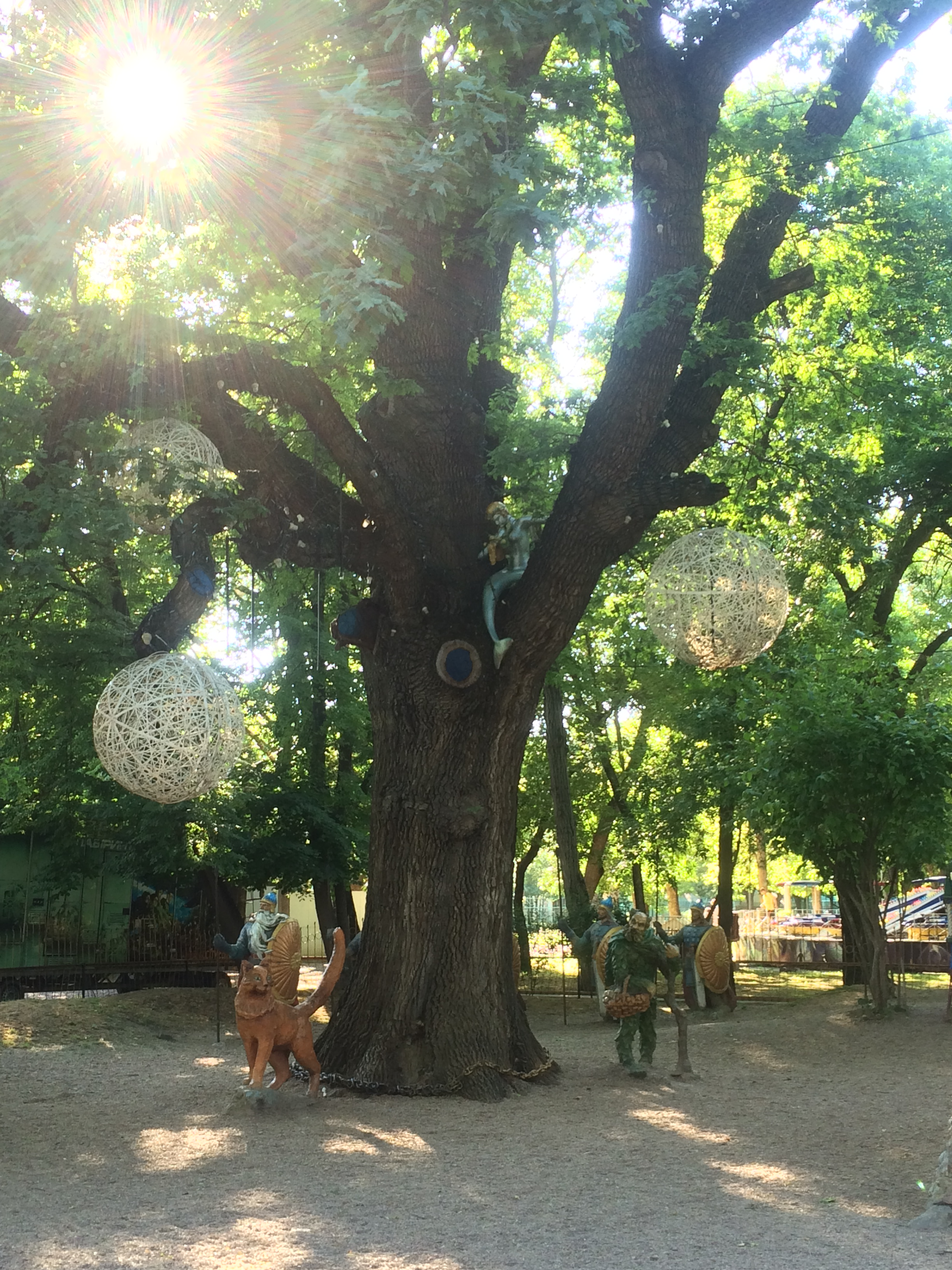
Дуб Дулицького